# HVG
HVG (een afkorting van: Heti világgazdaság; Wekelijkse wereldeconomie) is een Hongaars liberaal opinieweekblad dat sinds 1979 wordt uitgegeven.
Het blad is met afstand het grootste opinieweekblad dat zich richt op berichtgeving, onderzoeksjournalistiek en duiding van economisch-, politiek- en sociaal/cultureel nieuws.

## Geschiedenis
Het blad werd opgericht in het - dan nog communistische - Hongarije in 1979. Het kwam voort uit een groep redacteuren die werkten aan het blad van de Hongaarse handelskamer. Eerst verscheen het blad onder de volledige titel Heti világgazdaság, vanaf 1981 is HVG gangbaar.
Al onder het communisme werd het blad populair vanwege de kritische basishouding.
Na de omwentelingen in 1989 kwam het blad op eigen benen te staan, en werd de uitgeverij HVG opgericht. Het blad had toen 175.000 abonnees. In 1996 was het een van de eerste media in Hongarije die een website startte.
In 2003 werd de uitgeverij gekocht door het Duitse Westdeutsche Allgemeine Zeitung. Toen in 2008 de kredietcrisis uitbrak nam de oplage met sprongen af. Online bleef het blad echter een groot succes: het aantal views nam toe tot 600.000 per week.
In 2014 nam het management en de hoofdredactie alle aandelen van WAZ over en werden het blad en de uitgeverij opnieuw Hongaars.